# Sentenza Cassis de Dijon
La sentenza Cassis de Dijon, pronunciata dalla Corte di Giustizia della Comunità Europea, sancisce che gli articoli prodotti conformemente alle norme legali di uno stato membro dell'Unione europea possono in genere essere venduti negli altri stati membri (regola pertanto nota come principio Cassis de Dijon).
Dal punto di vista politico, testimonia un passo fondamentale dei Paesi europei nel graduale abbattimento delle barriere del protezionismo, soprattutto se dovute a motivazioni tecniche. Dal punto di vista legale, ha effetti paragonabili a quelli di un accordo di mutuo riconoscimento, tra i Paesi membri, delle rispettive leggi che regolano la produzione e la vendita dei prodotti.

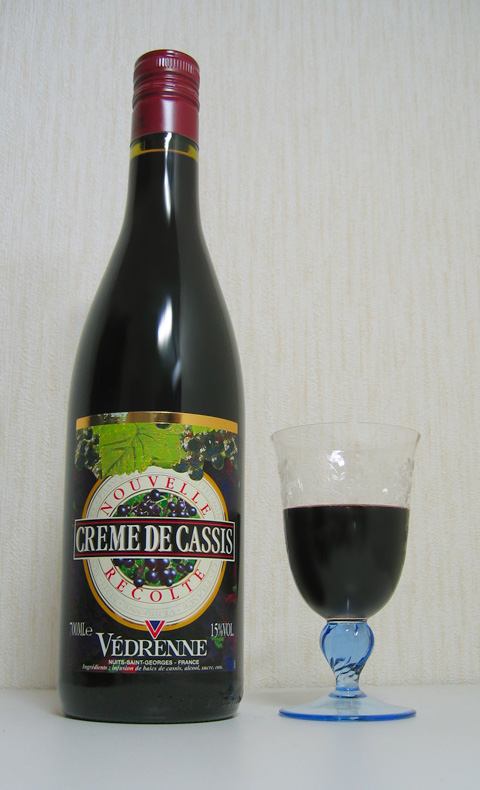
Crème de Cassis

## Il contenzioso
A Lussemburgo, il 20 febbraio 1979, la sentenza (120/78) pose fine ad un contenzioso sull'importazione del liquore francese Crème de cassis (o Cassis de Dijon) nella Germania Ovest.
Nel 1976, l'azienda tedesca Rewe aveva richiesto il permesso di importare diversi liquori (tra cui il Cassis) per venderli nei propri supermercati in Germania.  L'organo competente in materia, la Bundesmonopolverwaltung für Branntwein, ente federale amministrativo delle acquaviti in Germania, comunicò all'impresa che non erano necessari permessi di importazione, ma aggiunse che il Cassis non poteva essere commercializzato in Germania, dato che il suo tenore alcolico (dal 15% al 20%) era inferiore al minimo prescritto dal diritto tedesco per i liquori (32%).
L'importatore, in disaccordo contro quanto comunicato dall'ente amministrativo, intraprese le vie legali, appellandosi ai principi di libertà di scambio all'interno della Comunita Europea (CEE). Venne chiamato ad intervenire il Tribunale di diritto finanziario dell'Assia. 
Questo considerò primariamente che l'articolo 30 del Trattato sul funzionamento dell'Unione europea (allora CEE) vietava i dazi sull'importazione tra paesi europei, come anche tutte le misure di effetto equivalente.
Dato che la dizione effetto equivalente continuava a sollevare perplessità, il Tribunale dell'Assia inoltrò in merito una questione pregiudiziale di fronte alla Corte di Giustizia Europea, che doveva pronunciarsi sulla domanda se la misura imposta dello stato tedesco (gradazione alcolica) fosse equiparabile a un dazio.
A proposito del contenzioso sul Cassis la Corte di Giustizia considerò che il liquore in causa veniva prodotto conformemente alle norme legali di un paese comunitario, la Francia; dichiarò però anche che gli ostacoli imposti alla libera circolazione dei beni all'interno della CEE potevano essere giustificati da interessi generali da parte del paese interessato dall'importazione  (c.d. esigenze imperative).
A tali interessi potevano corrispondere le esigenze di salute pubblica, ma proprio in questo contesto giocava un ruolo non trascurabile il fatto che il tenore alcolico del Cassis fosse modesto, per cui questo argomento non fu applicato.
La Corte sentenziò che quella restrizione imposta dallo stato equivaleva ad un ostacolo all'importazione come veniva liberalizzata nel senso dell'articolo 30 (e 34) del Trattato sul funzionamento dell'Unione Europea: porre limiti di gradazione alcolica, essendo equiparabile all'introduzione di una barriera doganale, è illecito. L'impresa vinse quindi nel giudizio a quo contro l'amministrazione tedesca.

## Conseguenze
Concordemente alla sentenza, uno Stato membro dell'UE non può vietare la commercializzazione di un prodotto legalmente prodotto e venduto in altro paese membro. Il principio vale tuttavia solo in linea di massima. Come suggeriscono le considerazioni del Tribunale, vi sono quindi delle eccezioni, legate soprattutto all'interesse pubblico. Limitazioni al commercio tra stati membri possono essere giustificate da motivi di lealtà nel traffico di merci, di controllo fiscale e di diritto alla salute pubblica. Gli stati che ne fanno uso dovranno notificare l'adozione di misure alla Commissione IMCO; si parla, in questi casi particolari, delle esigenze imperative che, al di là del verdetto finale che ha sancito la vittoria degli importatori, costituiscono un concetto basilare per comprendere l'importanza storica della legislazione scritta con questa sentenza. 
Oggi il principio Cassis de Dijon è in vigore nei paesi membri dell'UE e in alcuni stati limitrofi:
- è stato esteso alla Turchia: in questo caso vale un riconoscimento reciproco tra il singolo paese e l'UE;[9]
- la Svizzera ha deciso unilateralmente di adottarlo per le importazioni dall'UE secondo il principio Cassis de Dijon,[10] nel tentativo di fronteggiare gli alti prezzi al consumo in quel paese. Non vale il principio invece per le esportazioni dalla Svizzera all'Unione Europea.